# Marianne Berg
Marianne Birgitta Berg, född 1 mars 1954 i Borås (Caroli), är en svensk politiker (vänsterpartist). Hon var ordinarie riksdagsledamot 2006–2014, invald för Malmö kommuns valkrets.

## Biografi
Till yrket är Berg socialsekreterare.
Hon blev riksdagsledamot för Vänsterpartiet i valet 2006. I riksdagen var hon ledamot i konstitutionsutskottet 2006–2010 (därefter suppleant i samma utskott till 2014), ledamot i civilutskottet 2010–2014 och ledamot i Nordiska rådets svenska delegation 2009–2014. Hon var även suppleant i EU-nämnden, justitieutskottet och socialutskottet. Marianne Berg lämnade riksdagen i samband med valet 2014.